# إريكا فازانا
إريكا فازانا (من مواليد 17 فبراير 1996) هي لاعبة جمباز فني إيطالية تنافست فاسانا في بطولة أوروبا في بروكسل، بلجيكا. ساهمت بنتيجة إجمالية بلغت 56.799 في حصول الفريق الإيطالي على الميدالية البرونزية. شاركت مع منتخب بلادها في الألعاب الأولمبية الصيفية 2012 في لندن، المملكة المتحدة، في التصفيات احتلت المركز الثلاثين في الجمباز الشامل بنتيجة 53.965، في نهائي الفريق ساهمت بدرجات 13.733 في القفز، و13.600 في القضبان غير المتساوية، ودرجة 14.233 نقطة أرضية في حصول الفريق الإيطالي على المركز السابع. شاركت أيضا في دورة الألعاب الأولمبية الصيفية 2016، أول لاعبة جمباز إيطالية تتقن "مهارة تشوسوفيتينا" على الأرض وثاني لاعبة بعد فانيسا فيراري تتقن "مهارة سيليفاس".